# Karim Guédé
Karim Guédé (Hamburg, 1985. január 7. –) togói labdarúgó. Guédé kettős állampolgár, a togói mellett német állampolgársággal is rendelkezik. Általában hátvéd poszton játszik, de tartalékjátékosként védekező középpályásként is pályára lép. Részt vett a 2006-os labdarúgó-világbajnokságon is, de sérülése miatt a selejtezők során visszahívták a csapatból.

## Klubpályafutása
Guédé ifjúsági játékosként az SC Hamm 02, az FC St. Pauli, és az SC Concordia Hamburg klubokban játszott. Az SC Concordianál sikerült a „2003-as év védőjének” előre lépnie az első csapatba. Folyamatos, jó teljesítménye miatt a Hamburger SV szerződtette a német regionalliga 2004–2005-ös szezonjára. Mivel a világbajnokságra készülő válogatott keretnek is tagja lett, külföldi klubok is érdeklődni kezdtek iránta. A 2006–07 szezonra a szlovák FC Artmedia Petržalka klubhoz szerződött. Ez volt az első csapata, melynél mint tartalék középpályás jött szóba; korábban mindig a védelem közepén játszott. Az Artmedia színeiben több bajnoki mérkőzésen és egy UEFA-kupa mérkőzésen játszott.

## Válogatott pályafutása
Guédé eddig egy alkalommal játszott a togói labdarúgó-válogatottban(2006. október). Jelenleg nem tagja a keretnek.
Meglepő volt, amikor Guédé meghívót kapott a togói válogatottba a Németországban rendezett 2006-os labdarúgó-világbajnokságra, annak ellenére, hogy a togói bevándorló fia az akkor véget ért szezonban egymást követően 14 mérkőzésen vett részt a HSV második csapatában. A világbajnokságon való részvétel azonban nem sikerült neki. Guédé a világbajnokság első szakaszában hátsérülést szenvedett, emiatt csak egyetlen mérkőzésen játszhatott.

## Magánélete
Guédét a labdarúgás mellett táncművészetéről is ismerik. Egyéni táncstílusával második helyet ért el a hamburgi NEWSTYLE táncbajnokságban.